# Пектубаєво
Пектуба́єво (рос. Пектубаево, марій. Какшанмучаш) — село у складі Новотор'яльського району Марій Ел, Росія. Адміністративний центр Пектубаєвського сільського поселення.
В радянські часи існувало окремо три населених пункти — Пектубаєво, Верхнє Янаєво та Нижнє Янаєво.

## Населення
Населення — 1314 осіб (2010; 1114 у 2002).
Національний склад (станом на 2002 рік):
- марійці — 60 %
- росіяни — 29 %